# Лялин, Вадим Николаевич
Вадим Николаевич Лялин (родился 15 ноября 1982 года) — белорусский гребец (академическая гребля).

## Биография
Первые международные старты Вадима относятся к 2000 году, когда он принял участие в юниорском чемпионате мира в Хорватии, где занял 4-е место в классе JM2-. В 2002 году принял участие в чемпионате мира в классе M4-, но белорусы стали лишь 15-ми. На чемпионате Европы 2007 года стал бронзовым призёром в гонке восьмёрок. В следующем году - бронза чемпионата Европы в классе M4-. В 2010 году становится чемпионом Европы в классе M2+. В 2011 году - серебро чемпионата Европы в классе M4-. На чемпионате Европы 2015 года - бронза в том же классе.
Участник Пекинской Олимпиады, где белорусская четвёрка без рулевого стала 12-й. Через четыре года, на Лондонской Олимпиаде в том же классе белорусы стали седьмыми.
Решением облисполкома по итогам 2010 года в Книгу славы Могилевщины.
Мастер спорта международного класса Республики Беларусь